# باغ‌وحش فرانکفورت
باغ‌وحش فرانکفورت (به آلمانی: Zoologischer Garten Frankfurt) یک باغ‌وحش در فرانکفورت، هسن، آلمان است. این باغ‌وحش دارای ۴٬۵۰۰ جانور از ۴۵۰ گونه با مساحت بیش از ۱۱ هکتار است. این باغ‌وحش در ۱۸۵۸ گشایش یافت و دومین باغ‌وحش بزرگ آلمان پس از باغ‌وحش برلین است. باغ‌وحش در شرق ایننشتادت (فرانکفورت ام ماین) قرار دارد و پس از جنگ جهانی دوم بین سال‌های ۱۹۴۵ تا ۱۹۷۴ توسط برنارد گریمک مدیریت می‌شد.

جامعه جانورشناسی فرانکفورت توسط شهروندان فرانکفورت در سال ۱۸۵۸ برای تأسیس باغ‌وحش به وجود آمد که در جنگ جهانی اول آن را اداره می‌کرد. شورای شهر پس از سال ۱۹۵۰ مسئولیت باغ‌وحش را به عهده گرفت زمانی که جامعه جانورشناسی فرانکفورت دوباره شروع به کار کرد. باغ‌وحش فرانکفورت همه روزه از ساعت 9:00 صبح تا 7:00 باز است.

## نگارخانه

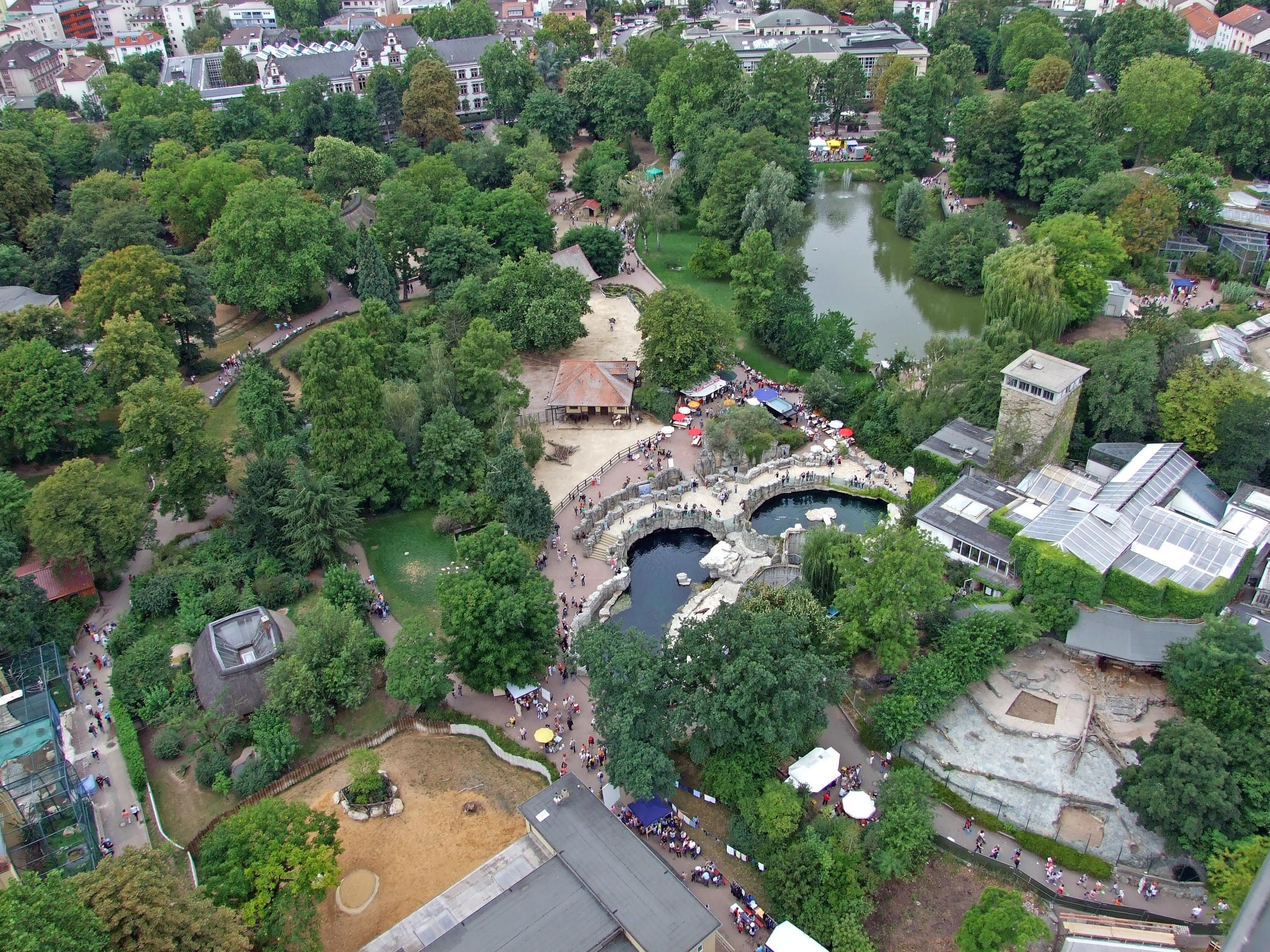
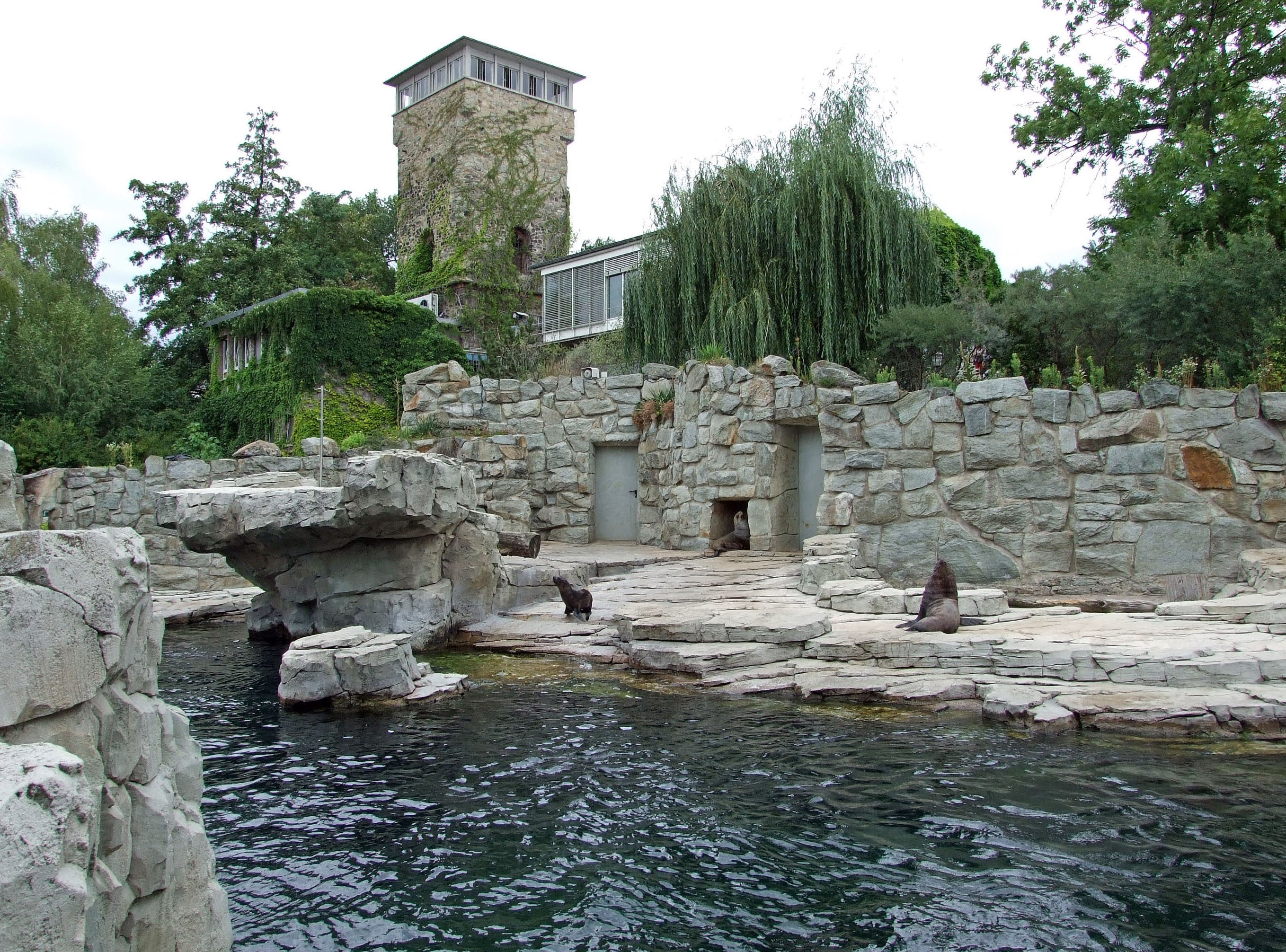
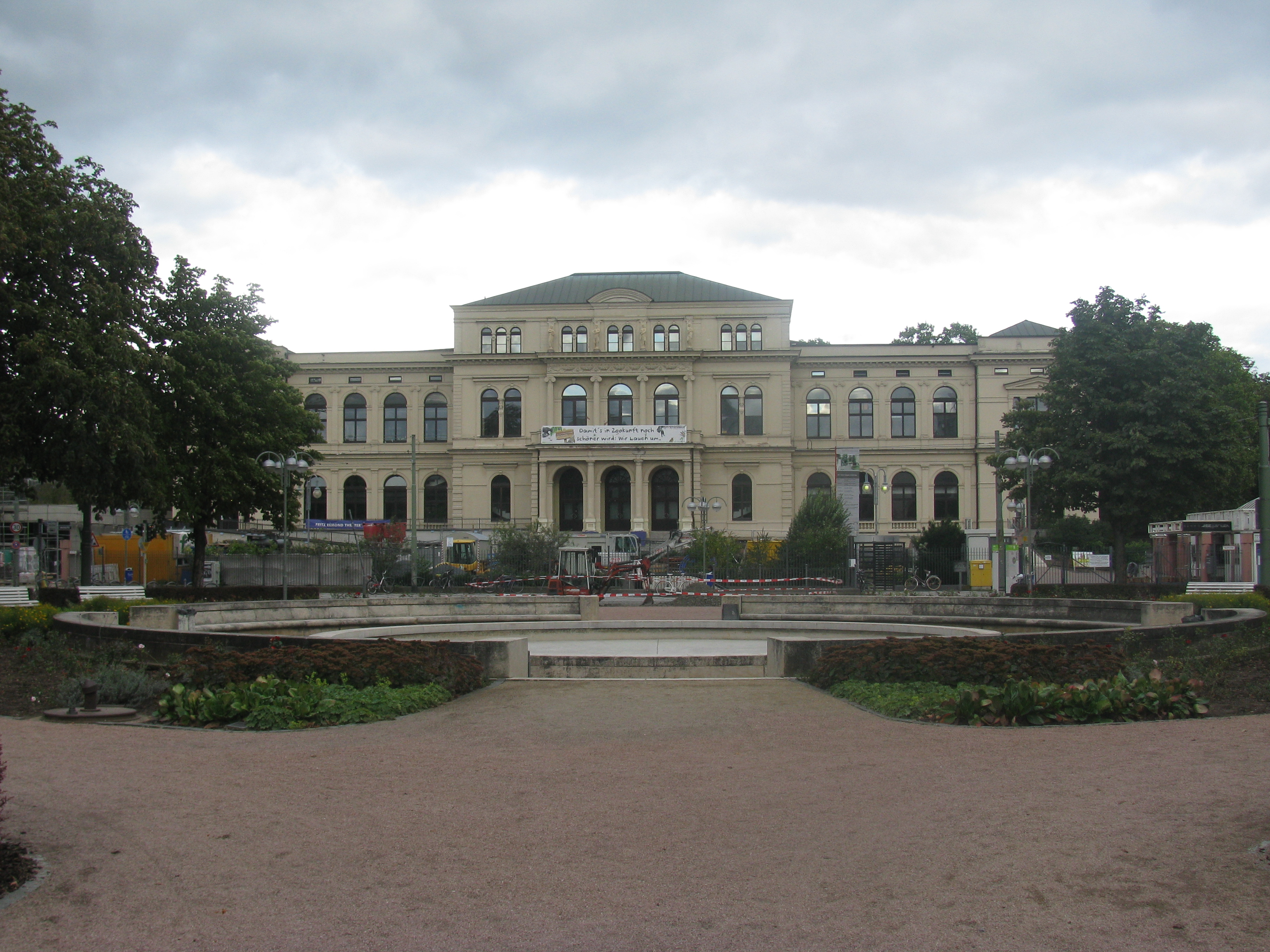
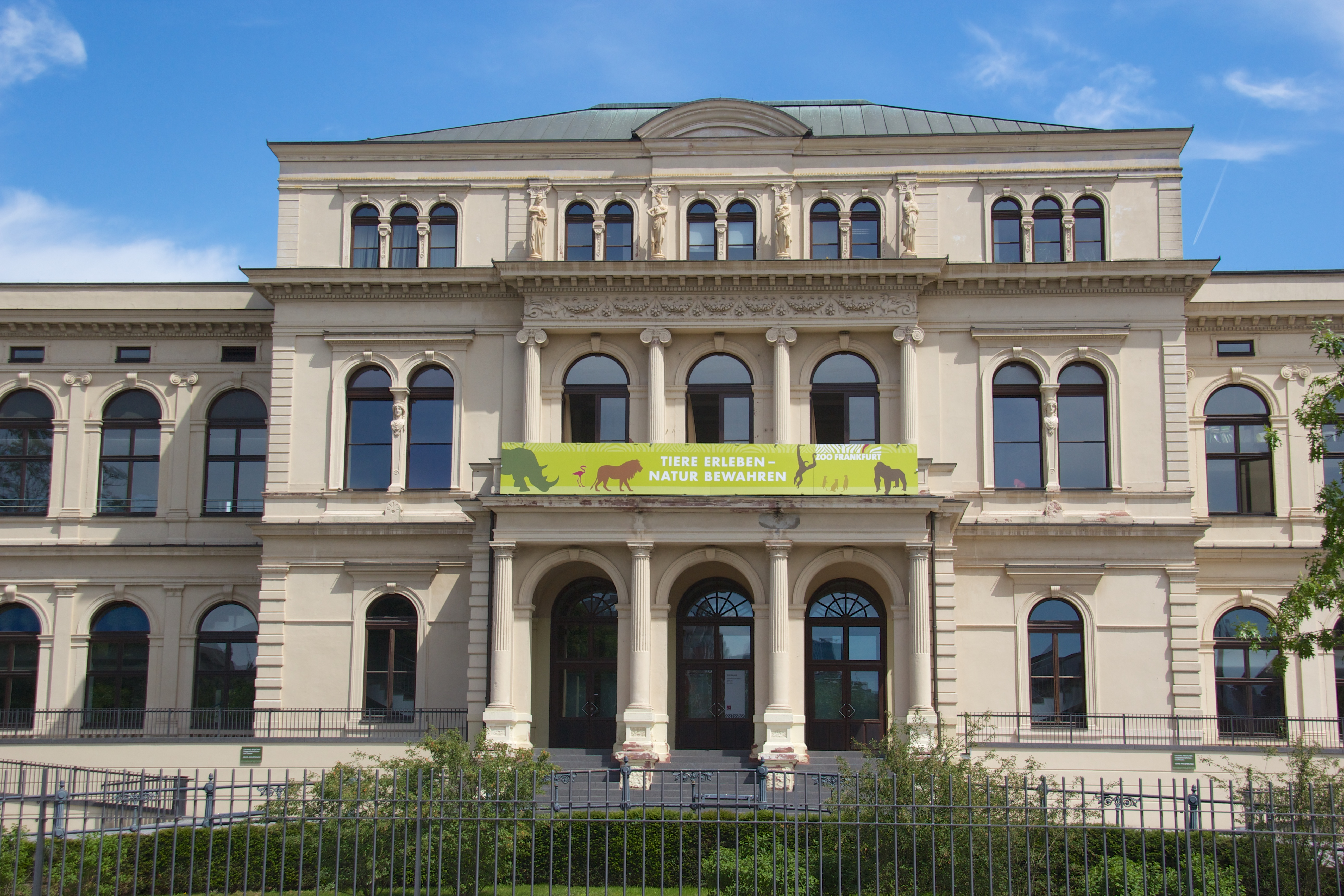
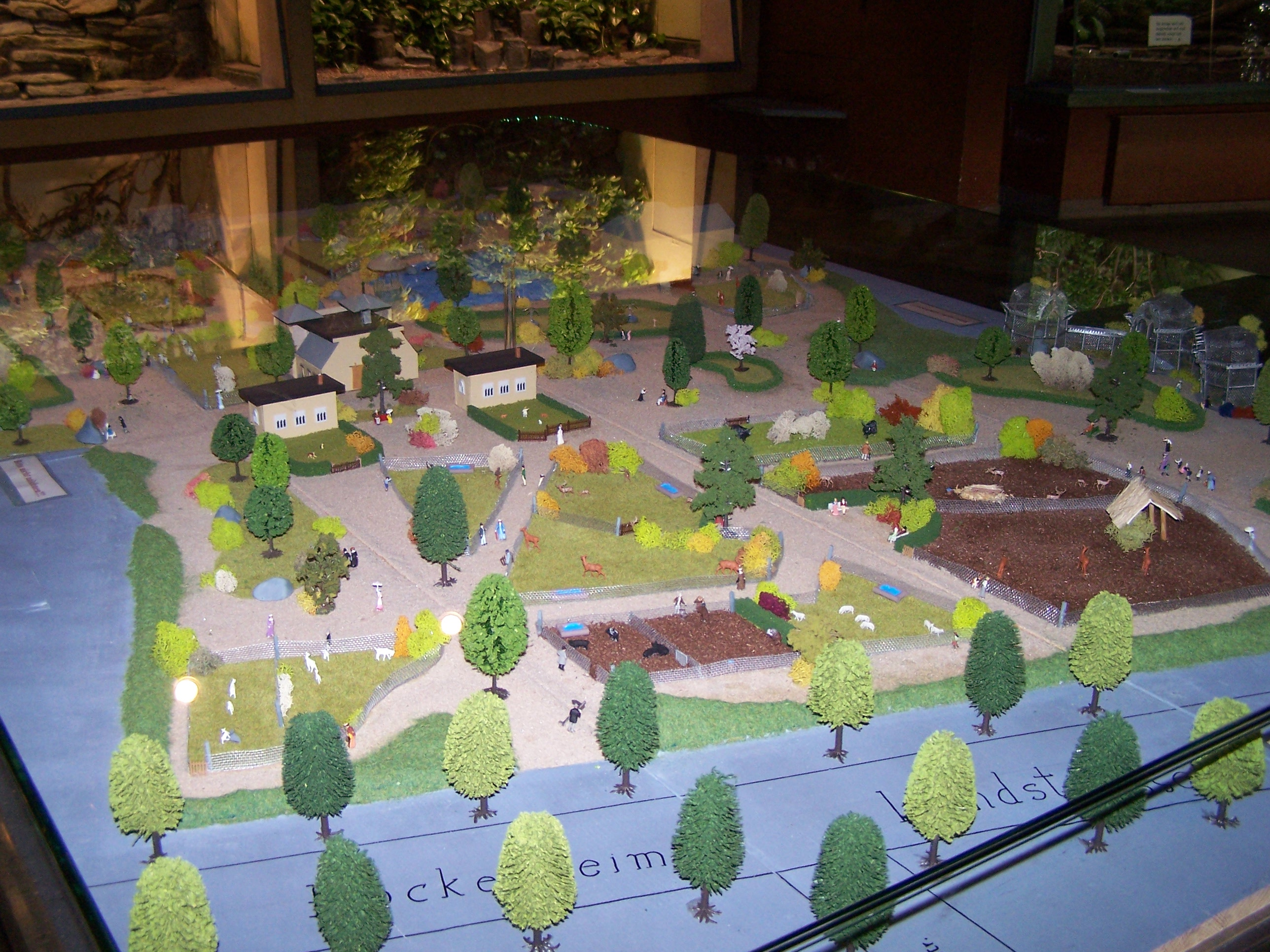